# 카르나롤리

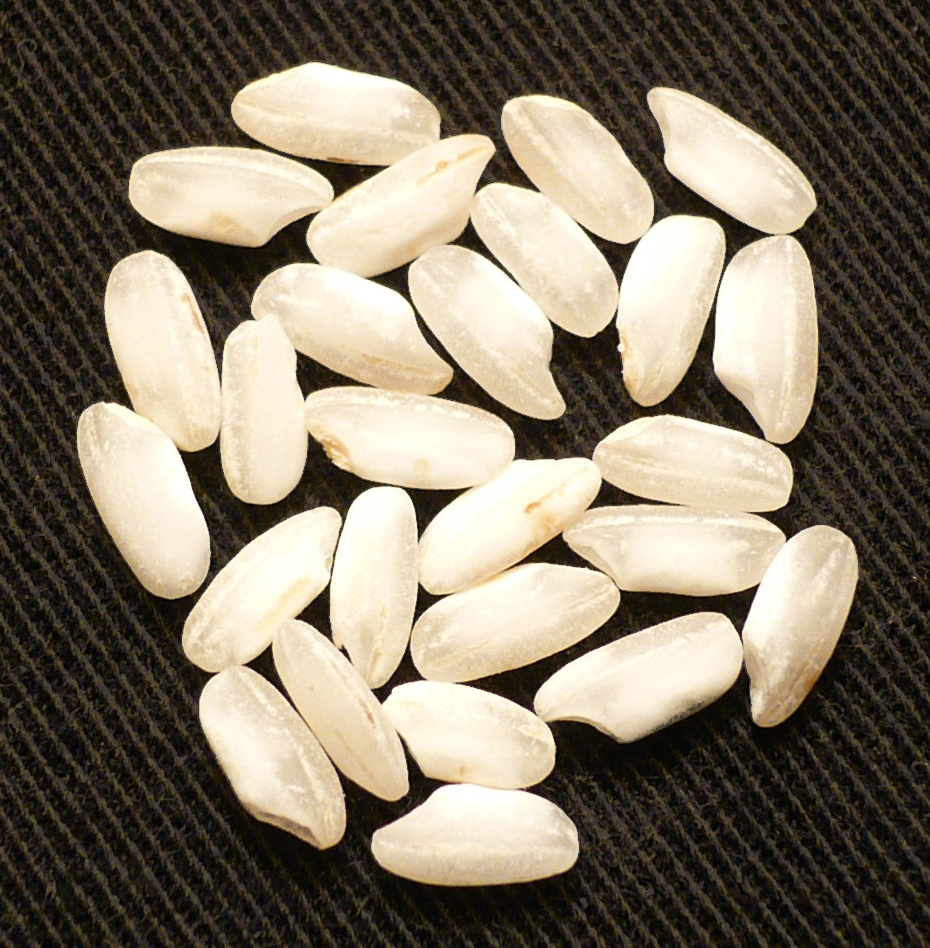
카르나롤리 낟알

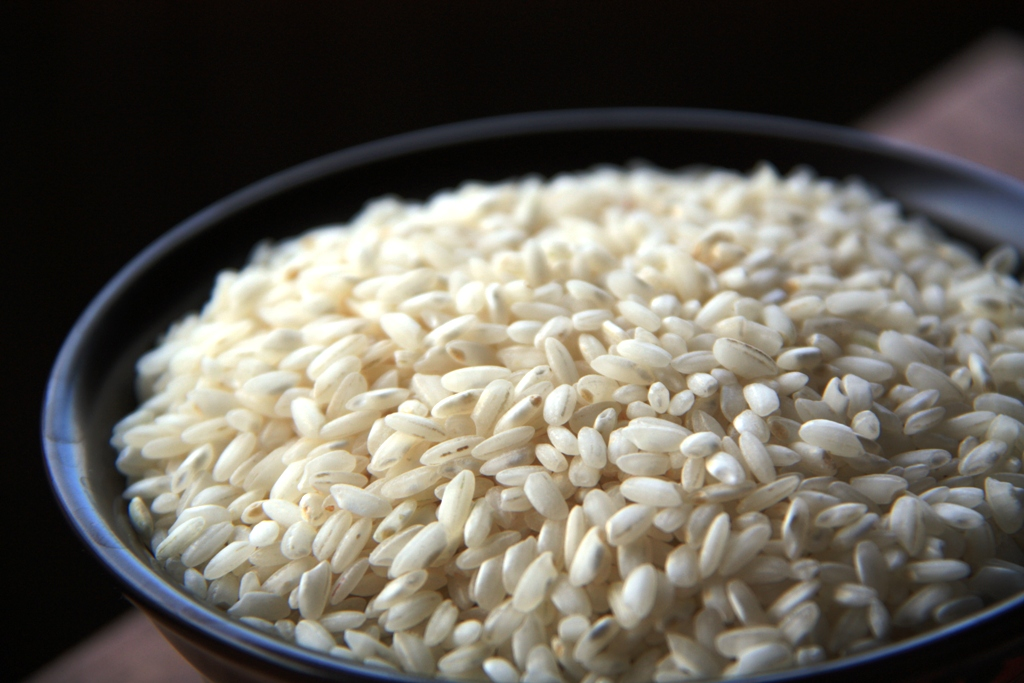
카르나롤리

카르나롤리(Carnaroli)는 이탈리아의 중간 낱알 크기의 쌀 품종(중립종)으로, 이탈리아 북쪽 베르첼리 지방에서 재배되고 있다. 카르나롤리는 녹말 함량이 높아 밥알이 찰지고 질감이 단단해서 아르보리오 쌀과 함께 전통적으로 이탈리아 요리인 리소토를 만드는 데 사용되고 있다. 카르나롤리는 아밀로스 함량이 높아 리소토를 만드는 데 오랜 시간이 걸리더라도 다른 쌀 품종보다 모양을 더 잘 유지한다.

## 같이 보기
- 아르보리오